# Due uomini in fuga... per un colpo maldestro
Due uomini in fuga... per un colpo maldestro (Une souris chez les hommes) è un film del 1964 diretto da Jacques Poitrenaud.

## Trama

Louis de Funès e Dora Doll in una scenetta del film.

Marcel e Francis sono due piccoli truffatori che, mentre stanno tentando un furto, vengono scoperti da Lucille, una ragazza di buona famiglia un po' squinternata, che ricattandoli costringe i due amici e soci a farla entrare nella loro combriccola, portando lo scompiglio. I tre si ritrovano in situazioni pericolose e mirabolanti, specialmente quando tentano di rubare un prezioso dipinto - ma alla fine Marcel e Francis riescono a liberarsi della vulcanica ragazza. Subentra Sylvie, dolce e simpatica moglie di Francis, che dopo aver scoperto l'attività del marito, si impone come cervello della nuova banda e obbligherà i due amici a nuove imprese ladresche... facendoli gradualmente stancare delle troppe avventure, specialmente per i magri risultati.

## Accoglienza

### Critica
Unico scopo del film è quello di intrattenere, tramite le disavventure caotiche di tre ladri dilettanti. Piacevole, senza pretese e bonario, gli stravolgimenti e le caotiche imprese sviluppate nella storia culminano in un inaspettato ma piacevole conclusione comica. I dinamici dialoghi di Michel Audiard portano un tocco di classe al procedimento, come anche il tema musicale, che viene fornito dal cantante Guy Béart e dal compositore Michel Colombier. Magnificamente girato in bianco e nero, la pellicola riprende artisticamente i caratteristici luoghi parigini, nonché alcuni singolari veicoli di quest'epoca, come la Renault Dauphine.

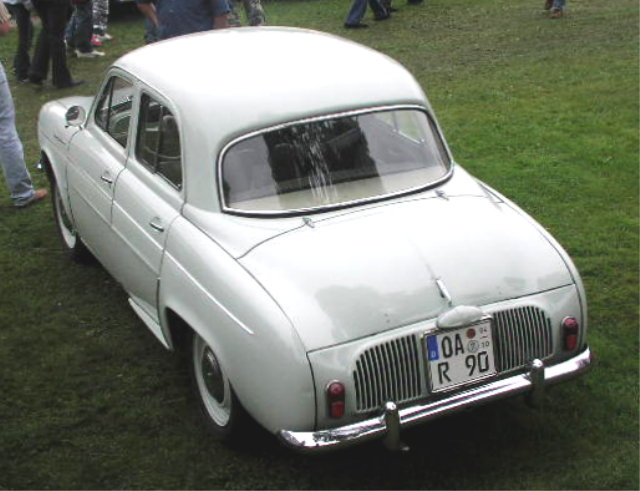
La Renault Dauphine (1964), come quelle usate nel film.

All'inizio degli anni 1960, con un solo grande successo commerciale nel suo carnet (I tre affari del signor Duval, 1963), Louis de Funès ha ancora strada da percorrere prima di diventare la grande star di fine decennio. Due uomini in fuga... offre la rara opportunità di vedere l'attore al suo meglio come parte di un ensemble, e non come unico centro d'attenzione di ogni pellicola al momento della sua fama successiva. "De Funès non è stato solo un grande comico, ma anche un caratterista formidabile, capace di infondere fascino e pathos anche nei più piccoli ruoli cinematografici. Questo film ci ricorda ancora una volta del suo immenso talento e la sua capacità di gestire quasi ogni ruolo con dedizione incrollabile e abilità... ancora ignaro che fama e gloria erano appena dietro l'angolo, grazie a Una ragazza a Saint-Tropez di Jean Girault".
Dopo aver raggiunto un pubblico di tutto rispetto (ma non eccezionale) di 1,36 milioni di spettatori in prima uscita, Due uomini in fuga... è stato riproposto ai cinema francesi nel 1972 con il titolo Un drôle de caïd, con un ormai famoso Louis de Funès annunciato sulle locandine come star principale. Nelle altre nazioni, il film è noto coi seguenti titoli: A Mouse with the Men (titolo internazionale inglese), Un drôle de caïd (titolo alternativo francese), O Tesouro Oculto (Portogallo), Bei Oscar ist `ne Schraube locker (Germania), O pontikos tou Parisiou (Grecia).